# Östra Vestmanland
Östra Vestmanland var en dagstidning  utgiven i Sala under tiden 3 januari 1888 till 30 december 1906. Tidningens fullständig titel var Östra Vestmanland / Tidning för Sala stad med omnejd. Tidningen startade med tre provnummer från den 16 december till 30 december 1887. Utgivningsbevis för tidningen utfärdades för redaktören Carl Wilhelm Theodor Wiström 12 oktober 1887. Tidningen ägdes vid starten av Tidningsaktiebolaget Östra Vestmanland, för vilket bolagsordning  fastställdes av Kunglig Majestät 11 november 1887.
Tidningen startades av ett konsortium av konservativa tullvänner med Adolf Ericson i Ransta i spetsen som ville ha ett konservativt organ i Salatrakten som alternativ till den frisinnade Sala Allehanda. 1906 köptes tidningen av fotografen Emil Finn som bytte namn på den till Sala-Posten och samtidigt ändrade den politiska färgen till frisinnad.

## Redaktion
Redaktionsort för tidningen var hela tiden Sala. Tidningens politiska tendens var konservativ, sista året moderat konservativ. Tidningenkom ut 2 dagar i veckan tisdagar och fredagar till 1904 och sedan tre dagar måndag, onsdag och fredag.
| Period                 | Ansvarig utgivare            | Titel        | Period                 | Redaktör                     |
| 1887-10-12-1889-10-09  | Carl Wilhelm Theodor Wiström | redaktör     | 1887-12-16-1889-10-09  | Carl Wilhelm Theodor Wiström |
| 1889-10-31-1895-10-09  | Carl Emanuel Westin          | litteratören | 1889-10-31-1895-10-09  | Carl Emanuel Westin          |
| 1895-10-10--1903-12-08 | Lynell, Nils Persson         | litteratören | 1895-10-10--1903-12-08 | Lynell, Nils Persson         |
| 1903-12-09--1904-03-14 | Gullicsson, Oscar Teodor     | redaktören   | 1903-12-11--1904-03-15 | Gullicsson, Oscar Teodor     |
| 1904-03-15--1906-11-30 | Roos, Carl Albert            | redaktören   | 1904-03-18--1904-10-14 | Kock, Emil                   |
|                        |                              |              | 1904-05-24--1906-11-30 | Stenström, Adolf             |

## Tryckning
Förlaget hette Tidningsaktiebolaget Östra Västmanland  i Sala från den 11 november 1887 till 31 december 1903. Efter detta  Carl Roos i Västerås från 1 januari 1904 till 30 november 1906. Tidningen trycktes 1888-1903 hos Aktiebolaget Östra Vestmanlands tryckeri  i Sala. Sedan tog Östra Västmanlands tryckeri  i Sala (inte aktiebolag) över åren 1904-1906. Typsnitt  i tidningen var antikva och bara svart färg användes. Tidningen hade 4 sidor och trycktes på stor satsyta cirka 58 x 46 cm.  Priset för tidningen var först 5 kr helåret och sedan som lägst3 kr 1903 och sista året 4 kronor. Tidnings upplaga är okänd.

## Tryckfrihetsåtal
Redogörelse för det af dir.T.Holmberg väckta tryckfrihetsmålet mot Östra Vestmanland, jemte några utdrag ur Sala-allehanda är en skrift författad av  Carl Emanuel Westin 1893 som redogör för ett tryckfrihetsmål.

## Publikationer
Sala före 1880 års brand : Ett tioårigt minne är en skrift bestående av Klipp ur Östra Vestmanland utgiven 1890.